# 334 Chicago
334 Chicago je poveći asteroid iz glavnog asteroidnog pojasa. Klasificiran je kao asteroid C-tipa i vjerojatno je građen od primitivnih karbonata.
Otkrio ga je Max Wolf, 23. kolovoza 1892., u Heidelbergu (Njemačka).
… | (4178) 1988 EO1 | 334 Chicago | 4180 Anaxagoras | …